# Championnat d'Allemagne féminin de football 2014-2015
Navigation
Édition précédente Édition suivante
La Frauen-Bundesliga 2014-2015 est la 42e édition du championnat d'Allemagne féminin de football.
Le premier niveau du championnat féminin oppose douze clubs allemands en une série de vingt-deux rencontres jouées durant la saison de football. La compétition débute le samedi 30 août 2014 et s'achève le dimanche 10 mai 2015.
Les deux premières places du championnat sont qualificatives pour la Ligue des champions féminine de l'UEFA alors que les deux dernières places sont synonymes de relégation en 2. Frauen-Bundesliga.
Lors de l'exercice précédent, le HSV Borussia Friedenstal et le SC Sand ont gagné le droit d'évoluer dans cette compétition après avoir fini premiers de leurs groupes respectifs de 2. Frauen-Bundesliga.
Le VfL Wolfsbourg et le FFC Francfort, respectivement champion et vice-champion en 2014, sont quant à eux, les représentants allemands en Ligue des champions féminine de l'UEFA 2014-2015.
À l'issue de la saison, le Bayern Munich décroche le deuxième titre de champion d'Allemagne de son histoire lors de la dernière journée. Dans le bas du classement, le MSV Duisbourg et le HSV Borussia Friedenstal, sont relégués.
| \| Bayern Munich FFC Francfort Bayer Leverkusen VfL Wolfsbourg FFC Turbine Potsdam MSV Duisbourg SG Essen-Schönebeck FF USV Iéna SC Fribourg TSG Hoffenheim 0HSV Borussia Friedenstal SC Sand \| Localisation des clubs engagés dans le championnat. |
| Bayern Munich FFC Francfort Bayer Leverkusen VfL Wolfsbourg FFC Turbine Potsdam MSV Duisbourg SG Essen-Schönebeck FF USV Iéna SC Fribourg TSG Hoffenheim 0HSV Borussia Friedenstal SC Sand                                                           |

## Participants
Ce tableau présente les douze équipes qualifiées pour disputer le championnat 2014-2015. On y trouve le nom des clubs, le nom des entraîneurs et leur nationalité, la date de création du club, l'année de la dernière montée au sein de l'élite, leur classement de la saison précédente, le nom des stades ainsi que la capacité de ces derniers.
Légende des couleurs
- Qualifié pour la phase finale de la Ligue des champions 2014-2015.
- Promu de 2. Frauen-Bundesliga.

| Nom du club              | Entraîneur      | DC   | DM   | Cls 2013 | Stade                    | Capacité | Nb T. |
| ------------------------ | --------------- | ---- | ---- | -------- | ------------------------ | -------- | ----- |
| VfL Wolfsbourg           | Ralf Kellermann | 1973 | 2006 | 1        | VfL-Stadion am Elsterweg | 17 600   | 2     |
| FFC Francfort            | Sascha Glass    | 1973 | 1990 | 2        | Stadion am Brentanobad   | 5 200    | 7     |
| FFC Turbine Potsdam      | Bernd Schröder  | 1971 | 1994 | 3        | Karl-Liebknecht-Stadion  | 10 499   | 6     |
| Bayern Munich            | Thomas Wörle    | 1970 | 2000 | 4        | Sportpark Aschheim       | 3 000    | /     |
| FF USV Iéna              | Daniel Kraus    | -    | 2008 | 5        | Ernst-Abbe-Sportfeld     | 12 630   | /     |
| SGS Essen                | Markus Högner   | 2000 | 2004 | 6        | Stadion Essen            | 20 650   | /     |
| Bayer Leverkusen         | Thomas Obliers  | 2008 | 2010 | 7        | Ulrich-Haberland-Stadion | 3 200    | /     |
| SC Fribourg              | Edgar Beck      | 1975 | 2011 | 8        | Möslestadion             | 18 000   | /     |
| TSG Hoffenheim           | Jürgen Ehrmann  | -    | 2013 | 9        | Dietmar Hopp Stadion     | 6 350    | /     |
| MSV Duisbourg            | Sven Kahlert    | 1977 | 1993 | 10       | PCC-Stadion              | 3 000    | 1     |
| HSV Borussia Friedenstal | Birgit Schmidt  | 1953 | 2014 | 2.FB     | Ludwig-Jahn-Stadion      | 18 400   | /     |
| SC Sand                  | Dieter Wendling | 1980 | 2014 | 2.FB     | Kühnmatt-Stadion         | 2 000    | /     |

## Compétition

### Classement
Le classement est calculé avec le barème de points suivant : une victoire vaut trois points, le match nul un et la défaite zéro.
Les critères utilisés pour départager en cas d'égalité au classement sont les suivants :
1. différence entre les buts marqués et les buts concédés sur la totalité des matchs joués dans le championnat ;
2. plus grand nombre de buts marqués sur la totalité des matchs joués dans le championnat.

| Rang | Équipe                     | Pts | J  | G  | N | P  | Bp | Bc | Diff |
| ---- | -------------------------- | --- | -- | -- | - | -- | -- | -- | ---- |
| 1    | Bayern Munich              | 56  | 22 | 17 | 5 | 0  | 56 | 7  | +49  |
| 2    | VfL Wolfsbourg T CA        | 55  | 22 | 17 | 4 | 1  | 67 | 4  | +63  |
| 3    | FFC Francfort              | 53  | 22 | 17 | 2 | 3  | 74 | 19 | +55  |
| 4    | FFC Turbine Potsdam        | 48  | 22 | 15 | 3 | 4  | 52 | 24 | +28  |
| 5    | SG Essen-Schönebeck        | 28  | 22 | 8  | 4 | 10 | 32 | 36 | -4   |
| 6    | TSG Hoffenheim             | 26  | 22 | 7  | 5 | 10 | 29 | 40 | -11  |
| 7    | SC Fribourg                | 23  | 22 | 7  | 2 | 13 | 34 | 62 | -28  |
| 8    | FF USV Iéna                | 20  | 22 | 4  | 8 | 10 | 25 | 40 | -15  |
| 9    | Bayer Leverkusen           | 20  | 22 | 5  | 5 | 12 | 23 | 42 | -19  |
| 10   | SC Sand P                  | 19  | 22 | 5  | 4 | 13 | 27 | 43 | -16  |
| 11   | MSV Duisbourg              | 17  | 22 | 3  | 8 | 11 | 18 | 49 | -31  |
| 12   | HSV Borussia Friedenstal P | 5   | 22 | 1  | 2 | 19 | 18 | 89 | -71  |

| Légende : | Légende : |
| --------- | --- |
|           | Qualifié pour la Ligue des champions 2015-2016 (Seizièmes de finale). |
|           | Relégué en 2. Frauen-Bundesliga. |
|           | T Tenant du titre. P Promu de 2. Frauen-Bundesliga. CA Vainqueur de la DFB-Pokal Frauen 2014-2015. Pts points ; G victoires ; N match nuls ; P défaites Bp buts marqués ; Bc buts encaissés ; Diff différence de buts |

Le FFC Francfort se qualifie pour la Ligue des champions 2015-2016 en tant que vainqueur de la Ligue des champions 2014-2015.

### Résultats
| Résultats (▼dom., ►ext.)                                   | ByL | ByM | Dui | Ess | Fra | Fri | HSV  | Hof | Ién | San | Tur | Wol |
| Bayer Leverkusen                                           |     | 0-4 | 0-0 | 2-3 | 1-2 | 5-1 | 3-0  | 1-1 | 0-1 | 0-1 | 1-6 | 0-3 |
| Bayern Munich                                              | 2-0 |     | 6-0 | 2-0 | 1-1 | 5-0 | 7-0  | 3-0 | 2-1 | 4-0 | 1-0 | 0-0 |
| MSV Duisbourg                                              | 2-0 | 0-0 |     | 1-2 | 0-4 | 0-2 | 4-0  | 0-4 | 1-1 | 1-1 | 3-3 | 0-3 |
| SG Essen-Schönebeck                                        | 1-0 | 0-0 | 0-0 |     | 1-3 | 5-1 | 2-0  | 1-3 | 1-2 | 2-2 | 0-1 | 0-4 |
| FFC Francfort                                              | 3-0 | 1-2 | 6-0 | 3-1 |     | 7-0 | 6-1  | 4-0 | 4-1 | 3-0 | 5-1 | 1-1 |
| SC Fribourg                                                | 2-3 | 1-2 | 2-2 | 1-4 | 2-4 |     | 2-3  | 1-0 | 3-0 | 3-2 | 2-4 | 0-2 |
| HSV Borussia Friedenstal                                   | 2-2 | 0-6 | 1-2 | 0-5 | 0-5 | 2-3 |      | 2-3 | 0-2 | 1-3 | 1-3 | 0-7 |
| TSG Hoffenheim                                             | 1-1 | 1-2 | 1-0 | 3-1 | 1-7 | 2-2 | 3-0  |     | 1-1 | 1-0 | 1-3 | 0-1 |
| FF USV Iéna                                                | 1-2 | 1-4 | 1-1 | 1-1 | 1-2 | 0-2 | 3-3  | 1-1 |     | 3-1 | 2-3 | 0-4 |
| SC Sand                                                    | 1-2 | 1-2 | 4-1 | 0-1 | 1-2 | 1-3 | 4-2  | 3-2 | 1-1 |     | 1-1 | 0-4 |
| FFC Turbine Potsdam                                        | 0-0 | 0-1 | 1-0 | 3-1 | 2-1 | 6-1 | 4-0  | 3-0 | 3-1 | 2-0 |     | 2-0 |
| VfL Wolfsbourg                                             | 5-0 | 0-0 | 7-0 | 4-0 | 2-0 | 3-0 | 10-0 | 3-0 | 0-0 | 2-0 | 2-1 |     |
| - Victoire à domicile - Match nul - Victoire à l'extérieur |     |     |     |     |     |     |      |     |     |     |     |     |

## Bilan de la saison
| Championnat d'Allemagne féminin de football 2014-2015 |                          |
| Champion                                              | Bayern Munich (2e titre) |
| Dauphin                                               | VfL Wolfsbourg           |
| Coupes et trophées                                    |                          |
| Vainqueur DFB-Pokal Frauen 2014-2015                  | VfL Wolfsbourg           |
| Qualifications continentales                          |                          |
| Ligue des champions 2015-2016                         | Bayern Munich            |
| Ligue des champions 2015-2016                         | VfL Wolfsbourg           |
| Ligue des champions 2015-2016                         | FFC Francfort            |
| Promotions et relégations                             |                          |
| Promus en Frauen-Bundesliga                           | FC Cologne               |
| Promus en Frauen-Bundesliga                           | Werder Brême             |
| Relégués en 2. Frauen-Bundesliga                      | HSV Borussia Friedenstal |
| Relégués en 2. Frauen-Bundesliga                      | MSV Duisbourg            |

## Statistiques
| Cls | Joueuse            | Club                | Buts |
| --- | ------------------ | ------------------- | ---- |
| 1   | Célia Šašić        | FFC Francfort       | 21   |
| 2   | Kerstin Garefrekes | FFC Francfort       | 15   |
| 3   | Alexandra Popp     | VfL Wolfsbourg      | 13   |
| 4   | Martina Müller     | VfL Wolfsbourg      | 11   |
| 4   | Sandra Starke      | SC Fribourg         | 11   |
| 6   | Genoveva Añonma    | FFC Turbine Potsdam | 10   |
| 7   | Katie Stengel      | Bayern Munich       | 9    |
| 8   | Eunice Beckmann    | Bayern Munich       | 8    |
| 8   | Dzsenifer Marozsán | FFC Francfort       | 8    |
| 8   | Ilaria Mauro       | SC Sand             | 8    |
| 8   | Christine Veth     | SC Sand             | 8    |